# Valérie Reggel
Valérie Reggel (* 3. Januar 1987 in Kamerun) ist eine Schweizer Leichtathletin und Siebenkämpferin.
Reggel lebte die ersten vier Jahre in Kamerun, bevor sie von ihrer in der Schweiz lebenden Tante und deren Ehemann adoptiert wurde. Mit neun Jahren trat sie dem LV Winterthur bei. Ab 2003 spezialisierte sie sich auf Siebenkampf; 2006 nahm sie an den Leichtathletik-U20-Weltmeisterschaften teil und wurde mit 5244 Punkten Vierzehnte. Im Jahr 2013 wurde sie als Winterthurer Sportlerin des Jahres ausgezeichnet. Während ihrer Siebenkampfkarriere wurde sie vom Pål Johansen trainiert.
In den Jahren 2011 bis 2013 wurde sie dreimal Schweizer Meisterin im Siebenkampf.
Bei den Leichtathletik-Europameisterschaften 2014 in Zürich wurde sie mit ihrer persönlichen Bestleistung von 6091 Punkten Zwölfte. 
2015 gab sie bei den Leichtathletik-Weltmeisterschaften in Peking auf.
Bei den Leichtathletik-Europameisterschaften 2016 in Amsterdam wurde sie Dreizehnte. 
2017 entschied sie sich, aufgrund von Kniebeschwerden vom Siebenkampf zurückzutreten, und startet fortan nur noch in Einzeldisziplinen. Ausserdem wechselte sie per Ende 2018 nach 22 Jahren von ihrem bisherigen Verein LV Winterthur zum TV Wohlen, wo sie auch wohnt und arbeitet.
Sie ist Dipl. Dentalhygienikerin HF und Inhaberin der Firma Belles Dents.